# Калаи-Зохаки-Марон
Калаи-Зохаки-Марон, Калъаи Зохаки Морон (узб. Qal’ayi Zahhoki Moron, Қалъайи Заҳҳоки Морон — «крепость Заххака, царя змей») — городище на месте современного Карши, руины античного города на территории Согда. Поселение являлось крупнейшим по площади древним городом в Средней Азии.

## Описание
Руины расположены на территории современного Карши, в районе городского вокзала. Название городища восходит к имени легендарного царя-змея в иранской мифологии — Заххака.
По результатам археологических исследований выявлено, что поселение на месте Калъаи Зохаки Морон возникло во II в. до н. э. Памятник представляет собой остатки крупного города с квадратной планировкой. Ядро города, большая квадратная цитадель с площадью 65 × 65 м, окружена тремя рядами крепостных стен с внутристенным коридором. Первая стена имеет площадь 200 × 200 м, вторая 400 × 400 м, и снаружи замок был окружен крепостной стеной длиной около 6 км (1,5 х 1,5 км по сторонам). Поселение имело общую площадь около 225 га, превосходя по размерам все древние города Средней Азии. Площадь городища составляет 16 га, его высота — 15 метров.
Основание города приписывается кочевым племенам юэчжи. Планировка свидетельствует, что во внутреннем замке жили представители государственной верхушки, а территория внешнего города была занята несколькими тысячами шатров кочевников-воинов.
Город на месте Калъаи Зохаки Морон функционировал около семи столетий в качестве политического центра нижней Кашкадарьи. В 562—564 годах, как другие города эфталитов, город был полностью разрушен в результате войны между Тюрко-сасанидским союзом и Эфталитским государством.